# NGC 168
NGC 168 (también conocida como PGC 2192) es una galaxia lenticular localizada en la constelación de Cetus. Fue descubierta en 1886 por el astrónomo estadounidense Frank Muller. Fue descrita inicialmente como "extremadamente tenue, pequeña, extendida 30°, magnitud aparente 10, ubicada 3 minutos de arco al noreste".